# (10942) 1999 CN83
1999 سي أن 83 (ويعرف أيضًا باسم (10942) 1999 سي أن 83 وفق تسمية الكوكب الصغير) (بالإنجليزية: 1999 CN83)‏ هو كويكب ضمن حزام الكويكبات؛ وترتيبه 10942 من حيث الاكتشاف.
اكتُشف هذا الجُرم الفلكي بواسطة بحث لنكولن عن الكويكبات القريبة من الأرض في 10 فبراير 1999.

## وصلات خارجية
- (10942) 1999 CN83 في قاعدة بيانات مختبر الدفع النفاث لأجرام النظام الشمسي الصغيرة

- الاكتشاف · مخطط المدار ·  العناصر المدارية · المعلمات المادية

- (10942) 1999 CN83 على موقع ويكي سكاي: DSS2, SDSS, GALEX, IRAS, Hydrogen α, X-Ray, Astrophoto, Sky Map, Articles and images